# Montesano Salentino
Montesano Salentino é uma comuna italiana da região da Puglia, província de Lecce, com cerca de 2.765 habitantes. Estende-se por uma área de 8 km², tendo uma densidade populacional de 346 hab/km². Faz fronteira com Andrano, Miggiano, Nociglia, Ruffano, Supersano, Surano, Tricase.

## Demografia
| Variação demográfica do município entre 1861 e 2011                               |
|                                                                                   |
| Fonte: Istituto Nazionale di Statistica (ISTAT) - Elaboração gráfica da Wikipedia |